# سوئیفت تایپ
سوئیفت تایپ یک شرکت جستجو و فهرست‌سازی مستقر در سانفرانسیسکو، کالیفرنیا است که نرم‌افزار جستجو را برای سازمان‌ها، وب‌سایت‌ها و برنامه‌های رایانه‌ای ارائه می‌کند. مشتریان قابل توجه عبارتند از ای‌تی‌اندتی, دکتر پپر,
هاب‌اسپات و تک‌کرانچ. این شرکت در سال ۲۰۱۲ توسط مت رایلی و کوین هوکسی تأسیس شد. این شرکت در برنامه انکوباتور وای کامبینیتر شرکت کرد.